# ریدینگ شرقی یورک‌شر
ریدینگ شرقی یورک‌شر (به انگلیسی: East Riding of Yorkshire) یکی از شهرستان کشور انگلستان است که در ناحیه یورک‌شر و هامبر قرار دارد.
این شهرستان در سال ۲۰۱۱ میلادی ۵۹۰٬۸۰۰ نفر جمعیت داشته و مرکز آن شهر بورلی است.

## بخش‌ها
1. ریدینگ شرقی یورک‌شر
2. کینگستن هال

## مذهب و دین
| دین در ریدینگ شرقی یورکشایر (۲۰۱۱) | دین در ریدینگ شرقی یورکشایر (۲۰۱۱) | دین در ریدینگ شرقی یورکشایر (۲۰۱۱) | دین در ریدینگ شرقی یورکشایر (۲۰۱۱) |
| ۲۰۱۱                               | ریدینگ شرقی یورکشایر               | یورکشایر و هامبر                   | انگلستان                           |
| ---------------------------------- | ---------------------------------- | ---------------------------------- | ---------------------------------- |
| مسیحیت                             | ۷۹٫۶۷٪                             | ۷۳٫۰۷٪                             | ۷۱٫۷۴٪                             |
| بدون دین                           | ۱۱٫۹۰٪                             | ۱۴٫۰۹٪                             | ۱۴٫۵۹٪                             |
| مسلمان                             | ۰٫۲۷٪                              | ۳٫۸۱٪                              | ۳٫۱٪                               |
| بودایی                             | ۰٫۱۳٪                              | ۰٫۱۴٪                              | ۰٫۲۸٪                              |
| هندو                               | ۰٫۱۸٪                              | ۰٫۳۲٪                              | ۱٫۱۱٪                              |
| یهودی                              | ۰٫۱۳٪                              | ۰٫۲۳٪                              | ۰٫۵۲٪                              |
| سیک                                | ۰٫۰۶٪                              | ۰٫۳۸٪                              | ۰٫۶۷٪                              |
| دین‌های دیگر                        | ۰٫۱۶٪                              | ۰٫۱۹٪                              | ۰٫۲۹٪                              |
| دین‌های اظهار نشده                  | ۷٫۵۰٪                              | ۷٫۷۷٪                              | ۷٫۶۹٪                              |